# Modo de produção
Modo de produção em economia, é a forma de organização socioeconômica associada a uma determinada etapa de desenvolvimento das forças produtivas e das relações de produção. Reúne as características do trabalho preconizado, seja ele artesanal, manufaturado ou industrial. São constituídos pelo objeto sobre o qual se trabalha e por todos os meios de trabalho necessários à produção (instrumentos ou ferramentas, máquinas, oficinas, fábricas, etc.) Existem 7 modos de produção: Primitivo, Asiático, Escravista, Feudal, Capitalista, Socialista e Comunista.
Na teoria marxista do materialismo histórico, portanto, um modo de produção (em alemão: Produktionsweise, "a forma de produzir") é uma combinação específica de:
- Forças produtivas: a junção da força de trabalho humana e os meios de produção (ferramentas, maquinário, edifícios industriais, infraestrutura, conhecimento técnico, matérias-primas, plantas, animais, terras exploráveis).
- Relações de produção: incluem as relações de propriedade, poder e controle (código legal) que regem os meios de produção da sociedade, associações de trabalho cooperativo, as relações entre as pessoas e os objetos de seu trabalho, e as relações entre as classes sociais.

## Características
Um sistema econômico é definido pelo modo de produção no qual se baseia na economia do país. Os modos de produção são formados pelo conjunto das forças produtivas e pelo conjunto das relações de produção, na sua interação, num certo estágio de desenvolvimento. Simultaneamente designam as condições técnicas e sociais interferiam, com isso mesmo, um regime para a sua vida. O modo de produção é uma forma determinada da atividade vital dos indivíduos, um determinado modo de vida.
Podem-se distinguir alguns tipos historicamente mais significativos de modos de produção: um, destinado à satisfação direta das necessidades dos produtores; um segundo, destinado a manter uma classe dominante através da entrega regular de tributos e de trabalho compulsivo; outro, baseado na produção de mercadorias; e, finalmente, um outro assente na lógica da obtenção do máximo lucro. Uma das particularidades dos modos de produção consiste na sua transformação permanente, sendo de salientar que o seu desenvolvimento e alteração determinam a modificação do regime social no seu conjunto.
A evolução dos modos de produção explica-se pelo facto do desenvolvimento das forças produtivas levar, a certa altura, a uma contradição com as relações sociais de produção, de tal forma que estas se revelam como um obstáculo ao pleno desenvolvimento daquelas. Estes fenômenos não existem desunidos, são partes integrantes do processo produtivo e podem ser considerados como uma mudança estrutural da economia.
A fase de formação de um novo modo de produção constituí um período muito agitado e de excepcional importância na vida concreta das sociedades. Os modos de produção existentes enfrentam cada vez maiores dificuldades em manter a estrutura econômica em que se baseiam, tentam reorganizar-se e resistir à influência dos novos modos de produção, por vezes através de formas perturbadoras ou até violentas. Surgem realidades diferentes com novas formas de apropriação dos meios de produção, alteração dos modelos redistributivos ou de relações de trabalho, mudanças na composição das classes ou grupos sociais.
Quando o novo modo de produção assume um papel preponderante numa determinada sociedade, é acompanhado pelo declínio dos existentes, embora estes continuem a subsistir em espaços econômicos onde ainda não surgiram as condições econômicas e sociais que originaram a mudança. Os traços e as propriedades dos modos de produção manifestam-se de maneira diferente nas várias regiões. O modo de produção dominante assume a determinação dos processos, das relações e das instituições fundamentais.
O reconhecimento da forma específica de cada modo de produção implica a recolha e análise dos dados que os distinguem. Entre outros factores, é indispensável observar: o nível de desenvolvimento das forças produtivas, com relevância para a formação dos trabalhadores, os instrumentos e as técnicas adotadas; o tipo de relações existentes entre os membros da sociedade e o papel de cada classe social no processo produtivo; a propriedade dos meios de produção e os direitos de cada grupo social ou classe sobre esses meios; o objetivo da atividade econômica, conforme se destina a satisfazer as necessidades e interesses dos produtores, dos mercadores ou dos não produtores, mas que se apropriam dos excedentes; a ordem de grandeza, a forma, a utilização e a apropriação do produto do processo de trabalho entre os membros da sociedade; a forma como está assegurada a reprodução social.

## Concepção Marxista
O modo de produção é um dos conceitos mais fundamentais da teoria marxista, sendo compreendido como o aspecto central da realidade material que determina o caráter geral dos processos sociais, políticos e espirituais da vida.
Marx considerava que a forma como as pessoas se relacionam com o mundo físico e a maneira como se relacionam socialmente estão interligadas de formas específicas e necessárias: "os homens [que] produzem tecido, linho, seda... também produzem as 'relações sociais' em meio às quais preparam o tecido e o linho." As pessoas devem consumir para sobreviver, mas para consumir elas precisam produzir e, ao produzir, inevitavelmente entram em relações que existem independentemente de sua vontade.
Para Marx, todo o segredo de por que e como uma ordem social existe e as causas da mudança social devem ser descobertos no modo de produção específico que uma sociedade possui. Ele argumentou ainda que o modo de produção moldava substancialmente a natureza do modo de distribuição, o modo de circulação e o modo de consumo, os quais, juntos, constituem a esfera econômica. Para entender como a riqueza era distribuída e consumida, era necessário compreender as condições sob as quais ela era produzida.
Um modo de produção é historicamente distinto para Marx porque constitui parte de uma totalidade orgânica (ou um todo auto-reprodutivo), que é capaz de constantemente recriar suas próprias condições iniciais e, assim, perpetuar-se de maneiras mais ou menos estáveis por séculos ou até milênios. Ao realizar a mais-valia em um sistema específico de relações de propriedade, a classe trabalhadora reproduz continuamente os alicerces da ordem social vigente.
No entanto, qualquer modo de produção conterá dentro de si (em maior ou menor grau) resquícios de modos anteriores, bem como  sementes de novos modos. O surgimento de novas forças produtivas tornará as relações de produção obsoleta e causará conflitos no modo de produção atual. Quando surge o conflito, os modos de produção podem evoluir dentro da estrutura atual ou causar uma ruptura completa – como ocorreu do feudalismo ao capitalismo e como deve ocorrer, segundo Marx, do capitalismo ao socialismo.
O processo pelo qual os sistemas sociais e econômicos evoluem baseia-se na premissa de melhoria da tecnologia. Especificamente, à medida que a tecnologia avança, as formas existentes de relações sociais tornam-se cada vez mais insuficientes para explorar totalmente o novo potencial tecnológico. Isso gera ineficiências internas dentro do sistema socioeconômico mais amplo, notadamente na forma de conflito de classes.
Os arranjos sociais obsoletos impedem o progresso social enquanto geram contradições cada vez mais severas entre o nível de tecnologia (forças produtivas) e a estrutura social (relações sociais de produção), que se desenvolvem a tal ponto que o sistema não pode mais se sustentar e é derrubado por meio de uma revolução, permite o surgimento de novas formas de relações sociais compatíveis com o nível atual de tecnologia (forças produtivas).
Em sua obra Zur Kritik der politischen Ökonomie, o pensador alemão Karl Marx escreveu o seguinte sobre esta ideia:
“O resultado geral a que cheguei e que, uma vez obtido, serviu de fio condutor aos meus estudos, pode resumir-se assim: na produção social da sua vida, os homens contraem determinadas relações necessárias e independentes da sua vontade, relações de produção que correspondem a uma determinada fase de desenvolvimento das suas forças produtivas materiais. O conjunto dessas relações de produção forma a estrutura econômica da sociedade, a base real sobre a qual se levanta a superestrutura jurídica e política e à qual correspondem determinadas formas de consciência social. O modo de produção da vida material condiciona o processo da vida social, política e espiritual em geral. Não é a consciência do homem que determina o seu ser, mas, pelo contrário, o seu ser social é que determina a sua consciência. Ao chegar a uma determinada fase de desenvolvimento, as forças produtivas materiais da sociedade se chocam com as relações de produção existentes, ou, o que não é senão a sua expressão jurídica, com as relações de propriedade dentro das quais se desenvolveram até ali. De formas de desenvolvimento das forças produtivas, estas relações se convertem em obstáculos a elas. E se abre, assim, uma época de revolução social. Ao mudar a base econômica, revoluciona-se, mais ou menos rapidamente, toda a imensa superestrutura erigida sobre ela. […] E do mesmo modo que não podemos julgar um indivíduo pelo que ele pensa de si mesmo, não podemos tampouco julgar estas épocas de revolução pela sua consciência, mas, pelo contrário, é necessário explicar esta consciência pelas contradições da vida material, pelo conflito existente entre as forças produtivas sociais e as relações de produção. […] A grandes traços podemos designar como outras tantas épocas de progresso, na formação econômica da sociedade, o modo de produção asiático, o antigo, o feudal e o moderno burguês. As relações burguesas de produção são a última forma antagônica do processo social de produção, antagônica, não no sentido de um antagonismo individual, mas de um antagonismo que provém das condições sociais de vida dos indivíduos. As forças produtivas, porém, que se desenvolvem no selo da sociedade burguesa criam, ao mesmo tempo, as condições materiais para a solução desse antagonismo. Com esta formação social se encerra, portanto, a pré-história da sociedade humana.”

A força motriz fundamental por trás das mudanças estruturais na organização socioeconômica da civilização são as questões materiais subjacentes — especificamente, o nível de tecnologia e a extensão do conhecimento humano, bem como as formas de organização social que essas possibilitam. Isso compreende o que Marx chamou de concepção materialista da história, em contraste com uma análise idealista (como aquela criticada por Marx em Proudhon), que afirma que a força motriz fundamental por trás da mudança socioeconômica são as ideias de indivíduos esclarecidos.

## Diferentes modos de produção
Os principais modos de produção identificados por Marx incluem o comunismo primitivo, a sociedade escravista, o feudalismo, o capitalismo e o comunismo. Em cada uma dessas etapas de produção, as pessoas interagem com a natureza e a produção de maneiras diferentes. Qualquer excedente dessa produção era distribuído de forma distinta. Marx sustentou que a humanidade começou vivendo em sociedades comunistas primitivas, depois vieram as sociedades antigas, como Roma e Grécia, que eram baseadas em uma classe dominante de cidadãos e uma classe de escravos; depois o feudalismo, que era baseado em nobres e servos; e finalmente o capitalismo, que é baseado na classe capitalista (burguesia) e na classe trabalhadora (proletariado). Em sua ideia de uma futura sociedade comunista, Marx explica que as classes não mais existiriam, e, portanto, a exploração de uma classe por outra seria abolida.

### Comunismo primitivo
Marx e Engels frequentemente se referiam ao "primeiro" modo de produção como comunismo primitivo. No marxismo clássico, os dois primeiros modos de produção foram os das tribos ou hordas e dos grupos de parentesco neolíticos. Tribos de caçadores-coletores representaram, por grande parte da história humana, a única forma possível de existência. O progresso tecnológico na Idade da Pedra foi muito lento; a estratificação social era muito limitada (assim como os bens pessoais, com os locais de caça sendo mantidos em comum); e o mito, o ritual e a magia eram vistos como as principais formas culturais. Devido aos seus limitados meios de produção (caça e coleta), cada indivíduo era capaz de produzir apenas o suficiente para se sustentar, portanto, sem qualquer excedente de produção, não havia nada a ser explorado. Isso os tornavam "comunistas" em suas relações sociais, embora primitivos nas forças produtivas.

### Modo de produção asiático
O modo de produção asiático é uma contribuição controversa para a teoria marxista, sendo utilizado pela primeira vez para explicar grandes construções de terraplenagem anteriores às sociedades escravistas e feudais na Índia, nos vales dos rios Eufrates e Nilo (sendo assim nomeado com base nas principais evidências vindas da 'Ásia' maior). O modo de produção asiático é dito ser a forma inicial de sociedade de classes, onde um pequeno grupo extrai o excedente social por meio de violência direcionada a comunidades fixas ou nômades, dentro de um domínio.Isso foi possibilitado por um avanço tecnológico no processamento de dados – escrita, catalogação e arquivamento – bem como por avanços associados na padronização de pesos e medidas, na matemática, na criação de calendários e na irrigação.
O trabalho explorado é extraído na forma de corvéia forçada durante um período ocioso do ano (permitindo a construção de monumental, como as pirâmides, zigurates e banhos comunais antigos na Índia). O trabalho explorado também é extraído na forma de bens diretamente confiscados das comunidades exploradas. A principal forma de propriedade desse modo é a posse direta das comunidades (vilas, aldeias e povoados, e todos aqueles que vivem nelas) pelos deuses: em um exemplo típico, três quartos da propriedade seriam destinados às famílias individuais, enquanto o quarto restante seria trabalhado para a teocracia. A classe dominante dessa sociedade é geralmente uma aristocracia semiteocrática, que afirma ser a encarnação dos deuses na terra. As forças produtivas associadas a essa sociedade incluem técnicas agrícolas básicas, construção em grande escala, irrigação e armazenamento de bens para benefício social (celeiros). Devido ao uso improdutivo do excedente confiscado, tais impérios asiáticos tendiam a cair em decadência.
Historiadores marxistas como John Haldon e Chris Wickham argumentaram que as sociedades interpretadas por Marx como exemplos do modo de produção asiático são mais bem compreendidas como Modos de Produção Tributários (MPT). O MPT é caracterizado por ter uma "classe estatal" como sua forma específica de classe dominante, a qual tem direitos exclusivos ou quase exclusivos de extrair excedente dos camponeses, sobre os quais, no entanto, não exerce controle direto sobre a posse da terra.

### Modo de produção antigo (escravismo)
A revolução agrícola levou ao desenvolvimento das primeiras civilizações. Com a adoção da agricultura no início da Revolução Neolítica, e os avanços tecnológicos que a acompanharam na cerâmica, fabricação de bebidas, panificação e tecelagem, houve um modesto aumento na estratificação social e o nascimento das classes com propriedade privada mantida em grupos de parentesco hierárquicos ou clãs. O animismo foi substituído por uma nova ênfase nos deuses da fertilidade; e (possivelmente) ocorreu ao mesmo tempo uma transição do matriarcado para o patriarcado. Os avanços tecnológicos na forma de ferramentas de ferro baratas, cunhagem de moedas e o alfabeto, bem como a divisão do trabalho entre indústria, comércio e agricultura, permitiram o desenvolvimento de novas e maiores unidades na forma da polis, o que por sua vez exigiu novas formas de agregação social. Uma série de associações urbanas – formais e informais – assumiram o lugar dos antigos agrupamentos familiares e tribais. A lei acordada constitucionalmente substituiu a vingança.
A Grécia e Roma antigas são os exemplos mais típicos deste modo de produção antigo. As forças produtivas associadas a este modo incluem uma agricultura avançada (com rotação de culturas), o uso extensivo de animais na agricultura, indústria (mineração e cerâmica) e redes avançadas de comércio. Ele se diferencia do modo asiático no fato de que as formas de propriedade incluíam a posse direta de seres humanos individuais (escravidão). Assim, por exemplo, Platão, em sua cidade-estado ideal de Magnésia, imaginava que a classe dominante de cidadãos, em seu lazer, teria "suas fazendas confiadas a escravos, que lhes forneceriam produtos suficientes da terra para mantê-los em modesto conforto". O modo de produção antigo também se distingue pela maneira como a classe dominante geralmente evita as alegações mais extravagantes de ser a encarnação direta de um deus e prefere ser descendente dos deuses, ou busca outras justificativas para seu domínio, incluindo graus variados de participação popular na política.
Não foi tanto a democracia, mas sim a universalização da cidadania, que permitiu a Roma estabelecer um império urbanizado em toda a região do Mediterrâneo, unido por estradas, portos, faróis, aquedutos e pontes, e com engenheiros, arquitetos, comerciantes e industriais promovendo o comércio interprovincial entre um conjunto crescente de centros urbanos.

### Feudalismo
O feudalismo é o terceiro modo de produção, no qual o principal meio de produção era a terra. A queda do Império Romano do Ocidente trouxe de volta a maior parte da Europa Ocidental para a agricultura de subsistência, marcada por cidades fantasmas e rotas comerciais obsoletas. A autoridade também foi localizada, em um mundo de estradas precárias e condições agrícolas difíceis. A nova forma social que, no século IX, emergiu em lugar dos laços de família ou clã, da teocracia sagrada ou da cidadania legal, foi uma relação baseada no vínculo pessoal entre vassalo e senhor, cimentada pela posse de terras na forma de feudo. Esse foi o modo de produção feudal, que dominou os sistemas do Ocidente (com modelos similares em outras partes do mundo) entre a queda do mundo clássico e o surgimento do capitalismo. Esse período também testemunhou a descentralização dos impérios antigos nos primeiros Estados-nação.
A principal forma de propriedade era a posse da terra em relações contratuais recíprocas, serviço militar para cavaleiros, serviços de trabalho para o senhor da mansão por camponeses ou servos atrelados à terra. A exploração ocorre por meio de contrato recíproco (embora, em última instância, baseando-se na ameaça de extrações forçadas). A classe dominante é geralmente uma nobreza ou aristocracia, tipicamente legitimada por alguma forma concomitante de teocracia. As principais forças produtivas incluem uma agricultura altamente complexa (com rotação de dois ou três campos, cultivo de luzerna e adubação), com a adição de dispositivos de força não humana e não animal (mecanismos de relógio e moinhos de vento) e a intensificação da especialização do trabalho em ofícios—artesãos produzindo exclusivamente uma classe especializada de produto.
A ideologia predominante era de um sistema hierárquico de sociedade, temperado pelo elemento de reciprocidade e contrato no vínculo feudal. Embora o sistema feudal tivesse muitas variações, estendendo-se por mais da metade de um continente e por meio milênio, as várias formas tinham em seu núcleo uma relação que (nas palavras de John Burrow) era "ao mesmo tempo legal e social, militar e econômica... ao mesmo tempo uma maneira de organizar a força militar, uma hierarquia social, um ethos e o que Marx mais tarde chamaria de modo de produção".
Durante esse período, uma classe mercantil surge e cresce em força, impulsionada pela busca do lucro, mas impedida de desenvolver mais lucros pela natureza da sociedade feudal, na qual, por exemplo, os servos estão atrelados à terra e não podem se tornar trabalhadores industriais e assalariados. Isso eventualmente precipita uma época de convolução social onde ocorre as chamadas revoluções burguesas (como a Guerra Civil Inglesa e a Revolução Gloriosa de 1688, a Revolução Francesa de 1789, etc.), na qual a organização social e política da sociedade feudal (ou as relações de propriedade do feudalismo) é derrubada por uma burguesia nascente.

### Capitalismo
Ao final da Idade Média, o sistema feudal foi sendo progressivamente esvaziado pelo crescimento das cidades livres, pela comutação do trabalho servil em dinheiro, pela substituição do exército feudal por soldados pagos e pela separação entre a retenção de servos e a posse de terras — mesmo que os privilégios, a ética e os enclaves feudais persistissem na Europa até o fim do milênio em formas residuais. O feudalismo foi sucedido pelo que o economista Adam Smith chamou de Era do Comércio, e Marx, de modo de produção capitalista, que abrange o período do mercantilismo ao imperialismo e além, e é geralmente associado ao surgimento da sociedade industrial moderna e da economia de mercado global.
Marx sustentava que o ponto central do novo sistema capitalista era a substituição de um sistema no qual o dinheiro servia como simples objeto para a troca de mercadorias (C-M-C, comércio), por um sistema em que o dinheiro levava (por meio das mercadorias) ao reinvestimento de dinheiro em mais produção (M-C-M', capitalismo) – o novo e predominante imperativo social. A principal forma de propriedade é a propriedade privada na forma de mercadoria – terra, materiais, ferramentas de produção e trabalho humano, todos potencialmente mercantilizados e abertos à troca por meio de um contrato garantido pelo Estado. A principal forma de exploração é através do trabalho assalariado (formalmente livre), com formas como a servidão por dívidas, a escravidão assalariada e outras formas de exploração também possíveis. A classe dominante, para Marx, é a burguesia, ou os proprietários do capital que possuem os meios de produção, que exploram o proletariado para obter mais-valia, já que os proletários possuem apenas sua força de trabalho, que devem vender (como mercadoria no mercado de trabalho) para sobreviver.
Sob o capitalismo e a industrialização, o desenvolvimento das forças produtivas se acelerou como em nenhum outro momento da história. A produção, anteriormente mais artesanal ou local, passa a ser realizada em grande parte por máquinas e em fábricas, organizadas sob a lógica da maximização do lucro. Essa industrialização cria uma capacidade produtiva sem precedentes, aumentando exponencialmente a quantidade de bens que podem ser produzidos e distribuídos, forçando assim a necessidade de expansão contínua do mercado consumidor. Outra característica deste modo de produção é a alta especialização do trabalho.
Sob o capitalismo, as principais forças de produção incluem o sistema geral de produção moderna com suas estruturas de apoio da burocracia, da democracia liberal e, acima de tudo, do capital financeiro. Os fundamentos ideológicos do sistema foram estabelecidos ao longo do tempo. Frederic Jameson, por exemplo, considerou que "o Iluminismo Ocidental pode ser compreendido como parte de uma revolução cultural propriamente burguesa, na qual os valores e o discurso, os hábitos e o espaço cotidiano do ancien régime foram sistematicamente desmontados, para que em seu lugar pudessem ser estabelecidos as novas concepções, hábitos, formas de vida e sistemas de valores de uma sociedade de mercado capitalista".

### Comunismo

#### Estágio inicial do comunismo
A burguesia, como Marx afirmou no Manifesto Comunista, "não forjou apenas as armas que lhe trazem a morte; também gerou os homens que manejarão essas armas — os operários modernos, os proletários". Os materialistas históricos acreditam que o proletariado moderno é a nova classe revolucionária em relação à burguesia, da mesma forma que a burguesia foi a classe revolucionária em relação à nobreza no feudalismo. O proletariado, então, deve tomar o poder como a nova classe revolucionária, em uma ditadura do proletariado, e extinguir a burguesia enquanto classe social. Entre a sociedade capitalista e a comunista, há o período de transformação revolucionária de uma para outra (o que hoje se chama de socialismo). Correspondente a isso, também há um período de transição política no qual o Estado não pode ser outra coisa senão a ditadura revolucionária do proletariado.
Esta fase inicial da sociedade comunista é, de acordo com Marx, análoga à fase inferior da sociedade capitalista, ou seja, a transição do feudalismo para o capitalismo, em que ambas as sociedades estão marcadas com as características de nascimento da antiga sociedade de cuja matriz emergem. A ênfase na ideia de que os modos de produção não existem isoladamente, mas sim se materializam a partir de existências anteriores, é uma ideia central no materialismo histórico.
Apesar de ser frequentemente referenciado como um "teórico do comunismo", Marx não formulou em detalhes o que chamava de comunismo. Seu estudo estava centrado na compreensão das dinâmicas do capitalismo e nas suas contradições internas. Através desse estudo, Marx identificou contradições no sistema capitalista que poderiam permitir, no ponto mais avançado de seu desenvolvimento, o surgimento de um modo de produção superior capaz de resolver tais contradições: o comunismo. Marx não descreveu detalhadamente o comunismo, pois descrever um sistema que ainda não existia seria incompatível com seu método de análise, o materialismo histórico. Assim, o conteúdo do modo de produção comunista é apresentado principalmente em termos da superação das contradições do capitalismo, como o fim do Estado, das classes sociais e da propriedade privada dos meios de produção.
Marx também não viveu para descrever as primeiras experiências de transição comunista ou, como também se referia, ditadura do proletariado. Há considerável debate entre os comunistas posteriores a Marx sobre a natureza dessa sociedade. Alguns, como Joseph Stalin, Fidel Castro e outros marxistas-leninistas, acreditam que a fase inferior do comunismo (ditadura do proletariado) constitui seu próprio modo de produção, que eles chamam de socialista, em vez de comunista. Este seria um modo de produção transitório do capitalismo ao comunismo. Os marxistas-leninistas acreditam que essa sociedade pode ainda manter os conceitos de propriedade, dinheiro e produção de mercadorias.

#### Estágio avançado do comunismo
Para Marx, a fase superior da sociedade comunista é uma associação livre de produtores que conseguiu eliminar todos os remanescentes do capitalismo, notadamente os conceitos de Estado, nacionalidade, sexismo, famílias, alienação, classes sociais, dinheiro, propriedade, mercadorias, a burguesia, o proletariado, divisão do trabalho, cidades e campo, luta de classes, religião, ideologia e mercados. É a superação do capitalismo a partir de sua negação.